# Kurt Weil
Kurt Weil (* 6. Januar 1932; † 12. Dezember 2012 in Zürich) war ein Schweizer Jazzmusiker (Vibraphon, Posaune, Piano, Schlagzeug) und Musikmanager.

## Leben
Weil erhielt von Kindheit an Klavierunterricht; später lernte er Schlagzeug und Posaune. Nach dem Handelsdiplom arbeitete Weil als Kaufmann, war aber daneben als Amateurmusiker tätig. 1952 wechselte er ins Lager der professionellen Musiker, als er im Tanzorchester von Rio de Gregori arbeitete. Mit dieser Band kam er erstmals nach Schweden, wo er bei Poul Hindberg spielte, sich 1955 niederließ und Mitglied der Jazzformation von Tenorsaxophonist Gunnar „Hacke“ Björksten wurde. In dessen Band begleitete er amerikanische Musiker wie Stan Getz, Herbie Mann und Tony Scott. Die Band wurde 1956 mit dem Musicians-Poll 1956 als beste schwedische Jazzgruppe ausgezeichnet, zerbrach aber, als zwei ihrer Musiker zum Militärdienst einberufen wurden. Seit 1957 leitete Weil eigene Bands, in denen u. a. als Pianist George Gruntz, Francy Boland, Peter Jacques oder Cedar Walton und als Schlagzeuger Alex Bally, Daniel Humair, Charly Antolini oder Marc Hellman spielten. Er trat mit dieser Band in Skandinavien, Deutschland, Belgien, Frankreich, Italien, Oesterreich und in der Schweiz auf. Als Gastsolisten begleitete er Zoot Sims, Sonny Stitt, Benny Bailey und Sarah Vaughan. Zwei Jahre lang hatte er eine eigene Live-Jazz-Radiosendung beim schwedischen Radio. Mit seiner Gruppe Roundhouse spielte er ab Ende der 1960er Jahre Jazz-Rock. Er war an zahlreichen Einspielungen für Rundfunk und Plattenindustrie beteiligt.
1972 gab er die aktive Musikertätigkeit auf und ging als Promotion/A&R Manager zunächst zu
Metronome Records, dann zu EMI Records Switzerland. Von 1977 bis 1980 leitete er eine eigene Musikproduktion; 1983 produzierte er eine Video-Serie mit Musikern wie Billy Cobham, Herbie Hancock, Ron Carter, Gil Evans und den Brecker Brothers. Zugleich war er drei Jahre lang Chefredakteur des Musikmagazins Music Scene. Bei Radio 24 hatte er acht Jahre lang eine eigene Jazzsendung. Von 1984 an baute er als europäischer Marketing-Direktor für das US-Plattenlabel GRP Records bis 1992 dessen Vertriebsnetz auf, dann war er beim Aufbau der TCB Music SA tätig. 1994 gründete er sein eigenes Musik-Consulting-Büro in Hegnau. Daneben lehrte er Musikgeschichte und Musikbusiness an der Academy of Contemporary Music in Zürich.
Weil war Chefredakteur des Schweizer Jazzmagazins Jazz’n’more und schrieb für Jazzpublikationen wie den Down Beat. Seit der Jahrtausendwende trat er wieder vermehrt als Vibraphonist auf, u. a. in der eigenen Band Vibes Revisited sowie mit Géo Voumard und mit Robi Weber.
Weil starb am 12. Dezember 2012.

## Diskografie
- Kurt Weil Plays Kurt Weill (SweDisc 1963)
- Kurt Weil & Vibes Revisited: Late - But Not Too Late (Columbia-Sony, 1997)
- Moving Forward - Reaching Back (TCB 1999, mit Christoph Grab, Stefan Stahel, Mark Egan, Danny Gottlieb, Joe Beck)